# Austrolimnophila superstes
Austrolimnophila superstes là một loài ruồi trong họ Limoniidae. Chúng phân bố ở miền Australasia.